# Pachythelia
Pachythelia é um gênero de mariposa pertencente à família Acrolophidae.